# Марко Дабев
Марко Дабев е български революционер, деец на Вътрешната македоно-одринска революционна организация.

## Биография
Марко Дабев е роден в поречкото село Манастирец (Долни или Горни), тогава е в Османската империя. Присъединява се към ВМОРО и през април на 1903 година става войвода на първата чета на организацията в Поречието. Четата първоначално работи само в малкото български екзархийски села - Локвица, Вир, Модрище, Сланско, Слатина.